# Terrance Zdunich
Terrance Zdunich (*23. července 1976, Kalifornie) je americký herec, spisovatel, skladatel, filmový producent, ilustrátor a výtvarník známý zejména díky své roli Graverobbera ve filmu Repo! The Genetic Opera a Lucifera ve filmu The Devil's Carnival.

## Životopis
V roce 1998 Zdunich úspěšně ukončil studium na Otis College of Art and Design a nastoupil k Sony Pictures Animation jako ilustrátor storyboardů. Mimo jiné se tak podílel na vytváření animovaných pořadů jako Roughnecks: The Starship Troopers Chronicles a Max Steel. Kvůli své kreativní frustraci v roce 2002 ze studia odešel a začal se věnovat ilustraci na volné noze. Během tohoto období pracoval i na úspěšné televizní sérii Sběratelé kostí studia Fox. Jako tvůrce storyboardů se podílel na hraných filmech jako What We Do Is Secret, který se věnuje příběhu punkové skupiny Germs, nebo na filmu Útěk do divočiny režiséra Seana Penna. Na částečný úvazek pracoval i jako lektor malby a kresby ve městě Calabasas v Kalifornii.
Během přechodu ze studiové spolupráce na autorskou tvorbu se Terrance zapsal do kurzu herectví na South Coast Repertory Theatre, kde se seznámil se svým budoucím kreativním partnerem, Darrenem Smithem. V roce 1999 spolu zformovali rockové duo The Gallery a začali vytvářet divadelní rockovou hudbu ve formě krátkých, desetiminutových oper.Jako duo vystupovali na losangeleské divadelní i klubové scéně. Po úspěchu první desetiminutové opery, The Necro-merchant‘s Debt (tj. Dluh Nekro-kupce), se rozhodli původně krátkou operu rozšířit na celovečerní divadelní představení, které poté přejmenovali na Repo! The Genetic Opera.

## Kariéra
V roce 2001 dali Zdunich a Smith dohromady malou skupinu herců a hudebníků a začali hrát Repo! jako jednoaktovku v losangeleských klubech. První celovečerní inscenace se Repo! dočkalo v Hollywoodském divadle John Raitt Theatre pod taktovkou Darrena Lynna Bousmana. Již během tohoto představení byl Zdunich obsazen do role vypravěče – Graverobbera. Repo! se na scénu vrátilo v roce 2004 ve West Hollywood SplitID Theatre a svoji poslední inscenaci si splnilo v roce 2005 v experimentálním divadle West Theatre v New Yorku. V této inscenaci Zdunich nejen účinkoval, ale zároveň ji i režíroval. 
V roce 2006 dali Zdunich, Bousman a Smith dohromady krátkometrážní, desetiminutový film, ve kterém účinkoval sám Zdunich, Shawnee Smithová, Michael Rooker a J. LaRose. Film byl představen agentům a producentům z Endeavor Agency v Beverly Hills v Kalifornii. V roce 2008 se Repo! pod záštitou Lionsgate a Twisted Pictures konečně dostalo na filmová plátna. Hereckých postů se ujali osobnosti jako Anthony Head, Alexa Vega, Paul Sorvino a Sarah Brightmanová. Zdunich si ponechal svoji původní roli Graverobbera/vypravěče a pustil se mimo jiné i do tvorby animovaných komiksových sekvencí a práce producenta. I přes svoje relativně malé pole působnosti (Repo! bylo uvedeno jen v 11 amerických kinech) si dílo získalo fanoušky po celém světě a vybudovalo si ohromnou kultovní základnu. Ve čtenářské anketě časopisu Rolling Stone se Repo! umístilo mezi top 25 kultovními filmy všech dob. Zdunich i v současnosti cestuje po Spojených státech a navštěvuje tzv. „stínová“ promítání filmu, cony i soukromé akce.
V roce 2009 se Zdunich rozhodl navrátit se zpět ke svým ilustrátorským kořenům a pustil se do soukromého projektu komiksové série The Molting. The Molting vychází nezávisle, očekává se celkem dvanáct kapitol. Než Zdunich nakreslil byť jen jedinou stránku komiksu, vytvořil kompletní rámec příběhu. Nové vydání se objeví vždy jednou za pár měsíců. Kreslířem je pouze on sám, s dokončením mu asistuje Oceano Ransford, který se věnuje písmu, a koloristi Brian Johnson a Molly Rodmanová. Zdunich připouští, že příběh je zčásti založený na jeho vlastních zážitcích z dob vyrůstání v jižní Kalifornii. Svůj tvůrčí proces rovněž dokumentuje formou blogových článků pod hlavičkou „Molting with the Molting“. K říjnu 2012 vyšlo celkem 7 kapitol: Guilty Susie, The Happiest Place on Earth, Ootheca, Lethal Raids, Mother’s Day, Allied Forces and Supernatural Aid (tj. Provinilá Susie, Nejšťastnější místo na Zemi, Ootheca, Smrtící nájezdy, Den matek, Spojenecké síly a Nadpřirozená pomoc).
28. května 2010 Terrance debutoval na filmovém festivalu Sacramento Horror Film Festival se svým projektem „The Tutor“ (tj Tutor). Jedná se o týdenní instruktážní videa, jejichž styl Terrance popisuje jako „něco mezi Bobem Rossem a Tedem Bundym“. Jako Tutor učil své diváky, jak namalovat například zátiší. Zároveň podporoval účast publika na projektu občasnými „domácími úkoly“, které se obvykle týkaly tvorby videa nebo zátiší a byly k nalezení na Tutorově doprovodném blogu. 23. října 2010 byl projekt ukončen Hollywoodskou kulturní událostí nazvanou „Tutorova Galerie“. Během události došlo na Zdunichovo živé vystoupení a vernisáž děl vytvořených jeho žáky.
V roce 2012 uvedli Zdunich a Bousman ve spolupráci se skladatelem Saarem Hendelmanem novinku The Devil‘s Carnival (tj. Ďáblův karneval). Film trvá pouhých 56 minut a z principu popírá konvenční modely filmové distribuce. Ve filmu účinkují herci z velkých pláten i z televize, mezi nimi například Sean Patrick Flanery a Dayton Callie, spolu s rockovými hvězdami jako je Emilie Autumn nebo Ivan L. Moody. Premiéra proběhla formou exkluzivního promítání během jedné jediné noci v šedesáti městech napříč Spojenými státy a Kanadou. Turné se postupem času vyvinulo ve standardnější promítání doplněné o setkání s herci, diskuze, kostýmové soutěže, živá vedlejší představení a promítání záznamů ze zákulisí.
Po úspěchu prvního filmu a následujícího turné si Zdunich zopakoval roli Lucifera v pokračování Alleluia! The Devil‘s Carnival, které vyšlo v roce 2015. Nově se k hereckému obsazení přidali i Adam Pascal, Barry Bostwick, David Hasselhoff, Tech N9ne a Ted Neely.
V průběhu turné Zdunich oznámil vznikající hudební spolupráci se skladatelem Saarem Hendelmanem, projekt „American Murder Song“. Jedná se o sbírku originálních balad se společným motivem vraždy, tematicky zasazenou do Ameriky roku 1816.

## Motivy
Většina Zdunichových projektů se vyznačuje poměrně temnými motivy. Svým fanouškům opakovaně dokazuje svoji lásku pro vše hrůzostrašné, jeho tvorba je tak obvykle označována jako hororová. V jeho prvotních dílech, například v komiksu God and the Box (k nalezení na jeho webu), je možné si povšimnout opakujícího se motivu brouků, především pak švábů. Jeho webová stránka je plná všelijaké havěti, která na návštěvníka vyskakuje spolu se střípky faktů o jednotlivých druzích. Zdunich chová šváby jako domácí mazlíčky. Nechal se slyšet, že jeho slabost pro tyto tvory pramení z jejich obvykle nepochopené nátury a houževnatosti – což jsou vlastnosti, se kterými se Zdunich ztotožňuje.